# Charis aerigera
Charis aerigera är en fjärilsart som beskrevs av Hans Ferdinand Emil Julius Stichel 1910. Charis aerigera ingår i släktet Charis och familjen Riodinidae. Inga underarter finns listade i Catalogue of Life.